# Amorim Girão
Aristides de Amorim Girão ( Fataunços , Vouzela , 1895-1960 ) fue un geógrafo portugués.

## Carrera Profesional
Se graduó en la Facultad de Artes de la Universidad de Coimbra. Profesor de la misma Facultad, de la que fue dos veces Director, se doctoró en Ciencias Geográficas en 1922.
Considerado una autoridad científica en el campo de la Geografía de Portugal, colaboró en varias revistas académicas, perteneció a varias asociaciones científicas y participó en numerosos congresos nacionales e internacionales. Dejó una vasta obra, tanto en material cartográfico como en monografías, entre las que destacan: Cuenca del Vouga : estudio geográfico (tesis doctoral); Lecciones de Geografía Humana ; Geografía de Portugal y Atlas de Portugal.
Fue esencialmente sobre la base de los estudios de Amorim Girão sobre la división regional de Portugal que se trazó la división administrativa del continente en provincias , realizada en 1936.

## Construcción
- Geografía física de Portugal (1915);
- Antigüedades prehistóricas de Lafões: contribución al estudio de la arqueología portuguesa (1921);
- Cuenca Vouga (1922);
- Viseu: estudio de una aglomeración urbana (1925);
- Enseñanza de Geografía en Escuelas Secundarias y Universidades (1928);
- Bosquejo de un mapa regional de Portugal: indicando las bases para la clasificación de las subregiones portuguesas (1930);
- División Regional, División Agrícola y División Administrativa (1932);
- Compendios de Geografía para la Educación Primaria (notas y críticas) (1934);
- Condiciones geográficas e históricas de la autonomía política de Portugal (1935);
- Lecciones de geografía humana (1936);
- Formulario de Registro de la Propiedad Anotado (1937);
- Desarrollo de los estudios geográficos en Portugal (1870-1940) (1940);

- Datos: Q3614626